# Куэйд, Деннис
Де́ннис Уи́льям Куэ́йд (англ. Dennis William Quaid, род. 9 апреля 1954) — американский актёр. Номинант на премии «Золотой глобус» и «Эмми».

## Биография
Деннис Куэйд родился 9 апреля 1954 года в городе Хьюстоне (штат Техас, США) в семье электрика Уильяма Руди Куэйда и агента по продаже недвижимости Хуаниты Куэйд. Старший брат Денниса, Рэнди Куэйд, также актёр. Деннис окончил школу в Беллэйр (англ. Bellaire High School) и изучал театральное искусство в университете Хьюстона, однако обучение не закончил. Корбетт Так, кузина Денниса, — тоже актриса.

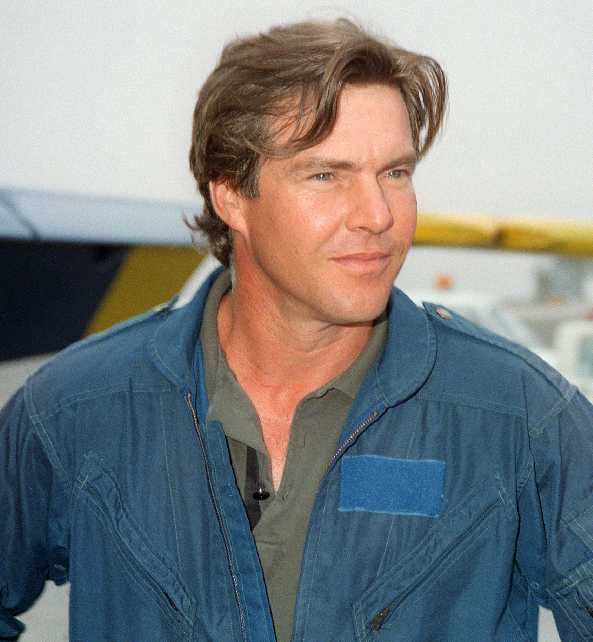
2009 год

Бросив учёбу в университете, Деннис переезжает в Лос-Анджелес. Поначалу работал официантом и клоуном в парке аттракционов. Начал кинокарьеру в 1975 году, снимаясь в эпизодических ролях. После роли в фильме «Уходя в отрыв» (1979) Деннис привлёк внимание кинокритиков, а в 1983 году заработал их признание за роль астронавта в фильме «Парни что надо».
В 1984 году Куэйд снялся в фантастическом фильме «Бегство от сна», где главный персонаж-ясновидящий пытается повлиять на кошмары президента США. Следующим его фантастическим фильмом стала картина «Враг мой», снятая по одноимённой повести Барри Лонгиера. На волне успеха актёр сыграл ещё одну роль в картине «Внутренний космос» режиссёра Джо Данте. Персонаж Куэйда отправляется на подводном батискафе, уменьшенном до микроскопических размеров и введённом внутрь человека. На съёмках он познакомился с Мег Райан, своей будущей второй женой.
Помимо съёмок в кино Деннис пишет музыку и играет в группе «Акулы» (англ. The Sharks). Им была написана музыка к трём фильмам с его участием.
В 2012 году Куэйд исполнил одну из главных ролей в телесериале «Вегас».

## Личная жизнь
С 1978 по 1983 год Куэйд был женат на актрисе Пи Джей Соулс, партнёрше по фильму «Наш победный сезон». В середине 1980-х встречался с актрисой Лией Томпсон.
14 февраля 1991 года Куэйд женился на актрисе Мег Райан, с которой начал встречаться во время съёмок фильма «Мёртв по прибытии». Их сын, Джек Генри Куэйд, родился 24 апреля 1992 года. В июне 2000 года Куэйд и Райан объявили о расставании. Их развод был завершён 16 июля 2001 года.
4 февраля 2004 года Куэйд женился на техасском риелторе Кимберли Баффингтон. 8 ноября 2007 года у супругов родились близнецы — сын Томас Бун и дочь Зои Грейс, выношенные суррогатной матерью. В марте 2012 года Баффингтон подала на развод, однако отозвала заявление в апреле того же года. Спустя пять месяцев, в октябре 2012 года, Баффингтон подала заявление о раздельном проживании пары. В ноябре того же года Куэйд подал на развод, однако и Баффингтон, и Куэйд позже отозвали заявления. В июне 2016 года Баффингтон вновь подала на развод. Бракоразводный процесс был завершён в апреле 2018 года.
17 ноября 2007 года врачи по ошибке дали близнецам Куэйда, которым на тот момент было 10 дней, превышенную для младенцев в 1000 раз дозу гепарина (антикоагулянта). Дети оправились, однако Куэйд, на основании того, что упаковка лекарства для двух доз гепарина недостаточно сильно отличается от упаковки с обычной дозой, подал иск против фармацевтической компании «Baxter Healthcare». В мае 2008 года Куэйд и Баффингтон-Куэйд выступили в Палате представителей США с просьбой к Конгрессу США принять закон, закрепляющий право предъявлять иски против производителей лекарств за халатность в соответствии с законодательством штата.
С июня 2020 года женат на Лоре Савойя (21.02.1993 года рождения) Совместных детей у пары нет, но Лора прекрасно ладит с детьми Куэйда от предыдущих браков.
Они живут в Нэшвилл-Сити в Теннесси, где актер основал компанию по производству фильмов и музыки  Bonniedale. Компания названа в честь второго имени его матери.

## Фильмография
| Год  | Русское название                      | Оригинальное название                    | Роль                               | |
| ---- | ------------------------------------- | ---------------------------------------- | ---------------------------------- | --- |
| 1978 | «Ты одна дома?»                       | Are You in the House Alone?              | Фил Лоувер                         | |
| 1979 | «Уходя в отрыв»                       | Breaking Away                            | Майк                               | |
| 1980 | «Скачущие издалека»                   | The Long Riders                          | Эд Миллер                          | |
| 1981 | «Ночь, когда погасли огни в Джорджии» | The Night the Lights Went Out in Georgia | Трэвис Чайлд                       | |
| 1981 | «Пещерный человек»                    | Caveman                                  | Лаа                                | |
| 1981 | «Всю ночь напролёт»                   | All Night Long                           | Фредди Даплер                      | |
| 1983 | «Парни что надо»                      | The Right Stuff                          | Гордон Купер                       | |
| 1983 | «Челюсти 3»                           | Jaws 3-D                                 | Майк Броди                         | |
| 1984 | «Бегство от сна»                      | Dreamscape                               | Алекс Гарднер                      | |
| 1985 | «Враг мой»                            | Enemy Mine                               | Уиллис Дэвидж                      | |
| 1986 | «Большой кайф»                        | The Big Easy                             | Реми МакСуэйн                      | Премия «Независимый дух» за лучшую мужскую роль |
| 1987 | «Внутренний космос»                   | Innerspace                               | Лейтенант Так Пендельтон           | |
| 1987 | «Подозреваемый»                       | Suspect                                  | Эдди Сангер                        | |
| 1988 | «Стопроцентный американец для всех»   | Everybody’s All-American                 | Гэвин Грэй                         | |
| 1988 | «Мёртв по прибытии»                   | D.O.A.                                   | профессор колледжа Декстер Корнелл | |
| 1989 | «Огненные шары»                       | Great Balls of Fire!                     | Джерри Ли Льюис                    | |
| 1990 | «Посмотри на рай»                     | Come See The Paradise                    | Джек МакГанн                       | |
| 1990 | «Открытки с края бездны»              | Postcards From The Edge                  | Джек Фолкнер                       | |
| 1993 | «Почище напалма»                      | Wilder Napalm                            | Уоллас                             | |
| 1993 | «Плоть от плоти»                      | Flesh and Bone                           | Арлис Суини                        | |
| 1993 | «Из жизни тайных агентов»             | Undercover Blues                         | Джефферсон «Джеф» Блю              | |
| 1994 | «Уайетт Эрп»                          | Wyatt Earp                               | Джон Генри «Док» Холлидей          | |
| 1995 | «Повод для разговоров»                | Something To Talk About                  | Эдди Бишон                         | |
| 1996 | «Сердце дракона»                      | Dragonheart                              | Боуэн                              | |
| 1997 | «Преступные связи»                    | Gang Related                             | Джо                                | |
| 1997 | «Американские горки»                  | Switchback                               | Фрэнк Лэкросс                      | |
| 1998 | «Спаситель»                           | Savior                                   | Джошуа Роуз                        | |
| 1998 | «Превратности любви»                  | Playing by Heart                         | Хью                                | |
| 1998 | «Ловушка для родителей»               | The Parent Trap                          | Николас Паркер                     | |
| 1999 | «Каждое воскресенье»                  | Any Given Sunday                         | Джек «Кэп» Руни                    | |
| 2000 | «Траффик»                             | Traffic                                  | Арни                               | Премия Гильдии киноактёров США за лучший актёрский состав в игровом кино |
| 2000 | «Радиоволна»                          | Frequency                                | Френк Салливан                     | Номинация—Премия «Сатурн» лучшему киноактёру второго плана |
| 2002 | «Новичок»                             | The Rookie                               | Джимми Моррис                      | |
| 2002 | Вдали от рая                          | Far from Heaven                          | Фрэнк Уитакер                      | Премия «Независимый дух» за лучшую мужскую роль второго плана Премия Ассоциации кинокритиков Чикаго за лучшую мужскую роль второго плана Премия Ассоциации онлайн-кинокритиков за лучшую мужскую роль второго плана Премия Нью-Йоркского круга кинокритиков за лучшую мужскую роль второго плана Номинация—Премия «Золотой глобус» за лучшую мужскую роль второго плана — кинофильм Номинация—Премия Гильдии киноактёров США за лучшую мужскую роль второго плана Номинация—Премия «Спутник» за лучшую мужскую роль второго плана — кинофильм Номинация—Премия Круга кинокритиков Ванкувера за лучшую мужскую роль второго плана Номинация—Премия Ассоциации кинокритиков Торонто за лучшую мужскую роль второго плана |
| 2003 | «Дьявольский особняк»                 | Cold Creek Manor                         | Купер Тильсон                      | |
| 2004 | «Форт Аламо»                          | The Alamo                                | Сэм Хьюстон                        | |
| 2004 | «Послезавтра»                         | The Day After Tomorrow                   | Джек Холл                          | |
| 2004 | «Полёт Феникса»                       | Flight of the Phoenix                    | Фрэнк Таунс                        | |
| 2004 | «Крутая компания»                     | In Good Company                          | Дэн Форман                         | |
| 2005 | «Твои, мои и наши»                    | Yours, Mine and Ours                     | Фрэнк Бирдсли                      | |
| 2006 | «Американская мечта»                  | American Dreamz                          | президент Джозеф Стейтон           | |
| 2008 | «Точка обстрела»                      | Vantage Point                            | Томас Барнс                        | |
| 2008 | «Умники»                              | Smart People                             | Лоуренс Уезерхолд                  | |
| 2008 | «Экспресс»                            | The Express                              | тренер Бен Швартшвайдер            | |
| 2009 | «Бросок Кобры»                        | G.I. Joe: The Rise of Cobra              | генерал Клейтон Эбернейти / Ястреб | |
| 2009 | «Пандорум»                            | Pandorum                                 | Пэйтон                             | |
| 2009 | «Всадники»                            | The Horsemen                             | Эйдан Бреслин                      | |
| 2010 | Легион                                | Legion                                   | Боб Хансон                         | |
| 2010 | Особые отношения                      | The Special Relationship                 | Билл Клинтон                       | Номинация—Премия «Эмми» за лучшую мужскую роль в мини-сериале или фильме Номинация—Премия «Золотой глобус» за лучшую мужскую роль — мини-сериал или телефильм Номинация—Премия «Спутник» за лучшую мужскую роль — мини-сериал или телефильм Номинация—Премия Гильдии киноактёров США за лучшую мужскую роль в телефильме или мини-сериале |
| 2011 | «Серфер души»                         | Soul Surfer                              | Том Гамильтон                      | |
| 2011 | «Сквозь тьму»                         | Beneath the Darkness                     | гробовщик Элли                     | |
| 2011 | «Свободные»                           | Footloose                                | преподобный отец Мур               | |
| 2012 | «Мужчина нарасхват»                   | Playing for Keeps                        | Карл                               | |
| 2012 | «Чего ждать, когда ждёшь ребёнка»     | What to Expect When You’re Expecting     | Папочка — гонщик                   | |
| 2012 | «Слова»                               | The Words                                | Клэй Хаммонд                       | |
| 2012 | «Movie 43»                            | Movie 43                                 | Чарли Весслер                      | |
| 2012 | «Любой ценой»                         | At Any Price                             | Генри Уиппл                        | |
| 2015 | «Больше чем искусство»                | The Art of More                          | Сэмюел Бракнер                     | |
| 2017 | «Фортитьюд»                           | Fortitude                                | Майкл Леннокс                      | |
| 2017 | «Собачья жизнь»                       | A Dog’s Purpose                          | взрослый Итан Монтгомери           | |
| 2018 | «Можно только представить»            | I Can Only Imagine                       | Артур Миллард                      | |
| 2018 | «Кин»                                 | Kin                                      | Хэл Солински                       | |
| 2018 | «Притворщики»                         | The Pretenders                           | Джо                                | |
| 2019 | «Незваный гость»                      | The Intruder                             | Чарли Пек                          | |
| 2019 | «Мидуэй»                              | Midway                                   | адмирал Уильям «Буйвол» Холси      | |
| 2019 | «Собачья жизнь 2»                     | A Dog’s Journey                          | Итан Монтгомери                    | |
| 2019 | «Весело счастливо»                    | Happy Whatever                           | Дон Куинн                          | |
| 2021 | Американский неудачник                | American Underdog                        | Дик Вермейл                        | |
| 2022 | «Парящий тигр»                        | The Tiger Rising                         | Бошан                              | |
| 2023 | «Отвязные дворняги»                   | Strays                                   | играет самого себя                 | |
| 2023 | «Рейган»                              | Reagan                                   | Рональд Рейган                     | |
| 2024 | «Субстанция»                          | Substance                                | Харви                              | |